# Bolgár férfi kézilabda-bajnokság (első osztály)
A Nacionalna Liga a legmagasabb osztályú bolgár férfi kézilabda-bajnokság. A bajnokságot 1961 óta rendezik meg. Jelenleg nyolc csapat játszik a bajnokságban, a legeredményesebb klub a Lokomotiv Várna, a címvédő a Lokomotiv Gorna Orjahovica.

## Kispályás bajnokságok
| Év   | 1. hely                    | 2. hely                    | 3. hely                    |
| ---- | -------------------------- | -------------------------- | -------------------------- |
| 1961 | VIF Szófia                 | Akademik Szófia            | Botev Burgasz              |
| 1962 | VIF Szófia                 | Akademik Szófia            | Botev Plovdiv              |
| 1963 | Akademik Szófia            | VIF Szófia                 | Botev Plovdiv              |
| 1964 | VIF Szófia                 | Akademik Szófia            | Levszki Szófia             |
| 1965 | VIF Szófia                 | Botev Burgasz              | Akademik Szófia            |
| 1966 | Szportiszt Kremikovci      | Lokomotiv Szófia           | VIF Szófia                 |
| 1967 | VIF Szófia                 | Lokomotiv Szófia           | Szportiszt Kremikovci      |
| 1968 | Szportiszt Kremikovci      | Lokomotiv Szófia           | Akademik Szófia            |
| 1969 | Levszki-Szpartak Szófia    | Akademik Szófia            | Csernomorec Burgasz        |
| 1970 | VIF Szófia                 | ZSSZK-Szlávia Szófia       | Akademik Szófia            |
| 1971 | Csernomorec Burgasz        | Szportiszt Kremikovci      | Akademik Szófia            |
| 1972 | Lokomotiv Szófia           | Akademik Szófia            | Csernomorec Burgasz        |
| 1973 | Lokomotiv Szófia           | Szportiszt Kremikovci      | Csernomorec Burgasz        |
| 1974 | Lokomotiv Szófia           | CSZKA Szófia               | Csernomorec Burgasz        |
| 1975 | Szportiszt Kremikovci      | Lokomotiv Szófia           | Csernomorec Burgasz        |
| 1976 | CSZKA Szófia               | Szportiszt Kremikovci      | VIF Szófia                 |
| 1977 | Szportiszt Kremikovci      | VIF Szófia                 | CSZKA Szófia               |
| 1978 | CSZKA Szófia               | VIF Szófia                 | Trakija Plovdiv            |
| 1979 | CSZKA Szófia               | Szportiszt Kremikovci      | Trakija Plovdiv            |
| 1980 | VIF Szófia                 | Szportiszt Kremikovci      | CSZKA Szófia               |
| 1981 | CSZKA Szófia               | VIF Szófia                 | Szportiszt Kremikovci      |
| 1982 | VIF Szófia                 | CSZKA Szófia               | Keramik Elin Pelin         |
| 1983 | CSZKA Szófia               | VIF Szófia                 | Szportiszt Kremikovci      |
| 1984 | CSZKA Szófia               | VIF Szófia                 | Szportiszt Kremikovci      |
| 1985 | Szportiszt Kremikovci      | CSZKA Szófia               | VIF Szófia                 |
| 1986 | VIF Szófia                 | Szportiszt Kremikovci      | CSZKA Szófia               |
| 1987 | CSZKA Szófia               | VIF Szófia                 | Szportiszt Kremikovci      |
| 1988 | VIF Szófia                 | CSZKA Szófia               | Balkan Lovecs              |
| 1989 | CSZKA Szófia               | VIF Szófia                 | Szportiszt Kremikovci      |
| 1990 | CSZKA Szófia               | Balkan Lovecs              | VIF Szófia                 |
| 1991 | CSZKA Szófia               | Balkan Lovecs              | NSZA Szófia                |
| 1992 | Belaszica Petrics          | Balkan Lovecs              | CSZKA Szófia               |
| 1993 | Belaszica Petrics          | CSZKA Szófia               | Balkan Lovecs              |
| 1994 | Belaszica Petrics          | Balkan Lovecs              | Ljulin Szófia              |
| 1995 | Ljulin Szófia              | SZKH Sumen                 | Balkan Lovecs              |
| 1996 | SZKH Sumen                 | Balkan Lovecs              | CSZKA Szófia               |
| 1997 | Port Burgasz               | CSZKA Szófia               | Lokomotiv Várna            |
| 1998 | Port Burgasz               | Balkan Lovecs              | CSZKA Szófia               |
| 1999 | Port Burgasz               | Lokomotiv Várna            | HK Haszkovo                |
| 2000 | Lokomotiv Várna            | Port Burgasz               | CSZKA Szófia               |
| 2001 | Lokomotiv Várna            | Balkan Lovecs              | CSZKA Szófia               |
| 2002 | Lokomotiv Várna            | CSZKA Szófia               | NSZA Szófia                |
| 2003 | Lokomotiv Várna            | Szpartak Várna             |                            |
| 2004 | Szpartak Várna             | Pirin Blagoevgrad          | Lokomotiv Várna            |
| 2005 | Lokomotiv Várna            | Szpartak Várna             | Pirin Blagoevgrad          |
| 2006 | Lokomotiv Várna            | Szpartak Várna             | HK Haszkovo                |
| 2007 | Lokomotiv Várna            | Dobrudzsa Dobrics          | NSZA Szófia                |
| 2008 | Lokomotiv Várna            | SZKH Sumen                 | Dobrudzsa Dobrics          |
| 2009 | SZKH Sumen                 | Dobrudzsa Dobrics          | Lokomotiv Várna            |
| 2010 | SZKH Sumen                 | Dobrudzsa Dobrics          | Szpartak Várna             |
| 2011 | SZKH Sumen                 | Dobrudzsa Dobrics          | Szpartak Várna             |
| 2012 | Dobrudzsa Dobrics          | SZKH Sumen                 | Szpartak Várna             |
| 2013 | Dobrudzsa Dobrics          | Lokomotiv Várna            | Szpartak Várna             |
| 2014 | Fregata Burgasz            | Lokomotiv Várna            | Szpartak Várna             |
| 2015 | Fregata Burgasz            | Szpartak Várna             | Dobrudzsa Dobrics          |
| 2016 | Fregata Burgasz            | Lokomotiv Várna            | Dobrudzsa Dobrics          |
| 2017 | Lokomotiv Várna            | Dobrudzsa Dobrics          | HK Gabrovo                 |
| 2018 | Lokomotiv Várna            | Dobrudzsa Dobrics          | Szpartak Várna             |
| 2019 | Lokomotiv Várna            | Dobrudzsa Dobrics          | HK Gabrovo                 |
| 2020 | Lokomotiv Várna            | Pirin ’64 Goce Delcsev     | Oszam Lovecs               |
| 2021 | HK Sumen ’61               | Oszam Lovecs               | Lokomotiv Gorna Orjahovica |
| 2022 | HK Sumen ’61               | Lokomotiv Gorna Orjahovica | Pirin ’64 Goce Delcsev     |
| 2023 | HK Sumen ’61               | Lokomotiv Gorna Orjahovica | Oszam Lovecs               |
| 2024 | Lokomotiv Gorna Orjahovica | HK Sumen ’61               | Oszam Lovecs               |
| 2025 | Lokomotiv Gorna Orjahovica | HK Sumen ’61               | Oszam Lovecs               |

## Lásd még
- Bolgár női kézilabda-bajnokság (első osztály)